# 松平定敬

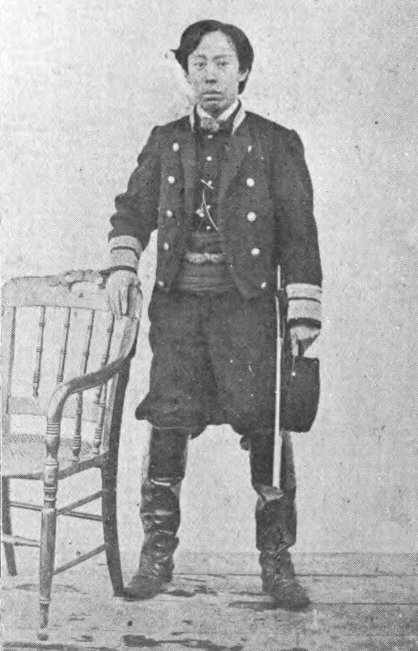
函館戦争中の松平定敬

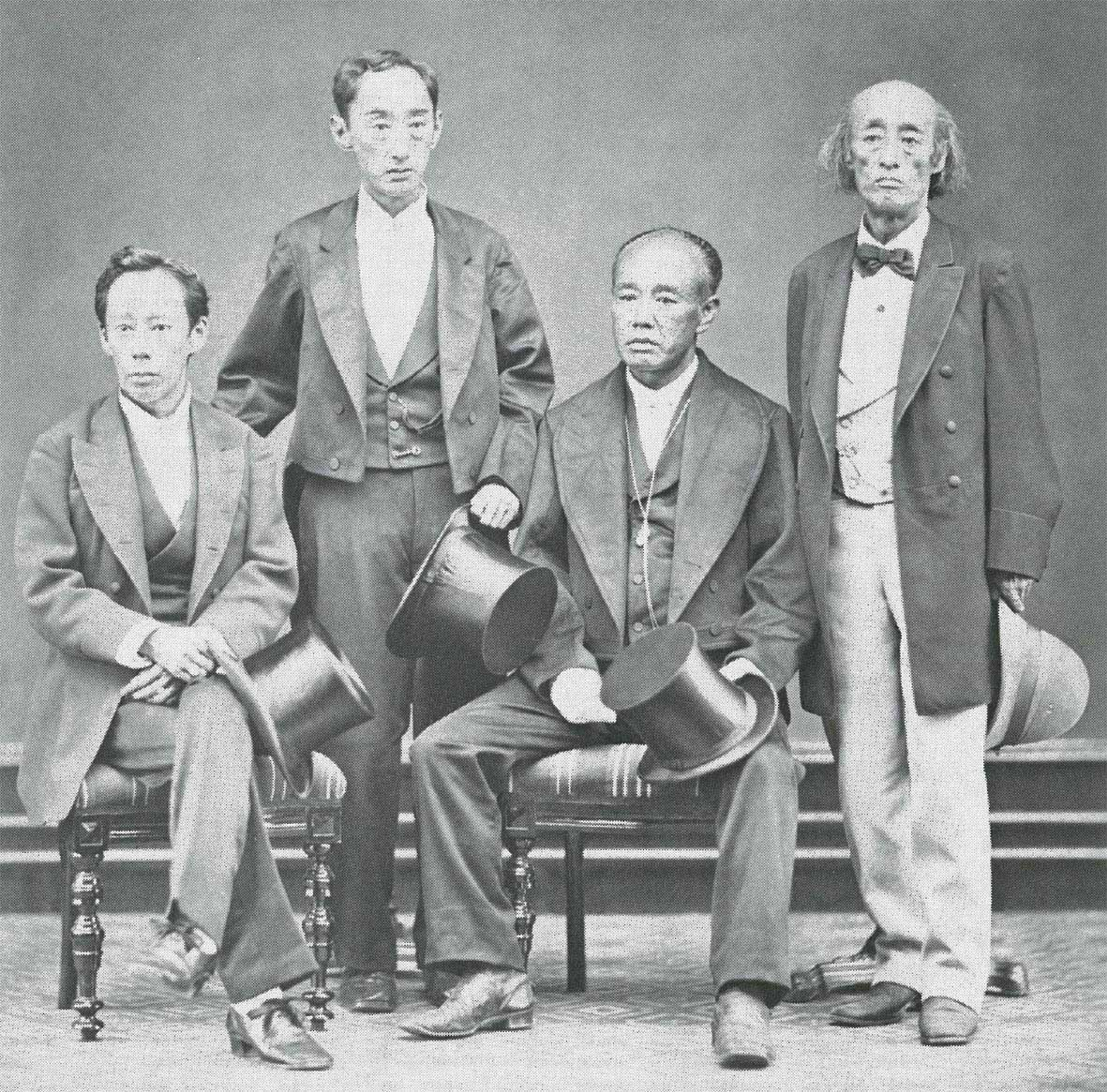
高須四兄弟（1878年9月撮影）
左から定敬、容保、茂栄、慶勝

松平 定敬（まつだいら さだあき）は、江戸時代後期の大名。伊勢国桑名藩主。京都所司代。定綱系久松松平家13代。
兄に尾張藩主徳川慶勝、一橋家当主徳川茂栄、会津藩主松平容保などがいる。いわゆる「高須四兄弟」の末弟である。

## 生涯

### 生い立ち-桑名藩主就任
弘化3年12月2日（1847年1月18日）、美濃国高須藩主・松平義建の八男として江戸市谷の江戸藩邸で誕生した。
安政6年（1859年）に桑名藩主・松平定猷が死去すると、長男・万之助（後の定教）が3歳と幼少、かつ妾腹の庶子であったため、定敬は14歳で定猷の正室の間に儲けた娘・初姫（当時3歳）の婿養子として迎えられ藩主となり、従五位下越中守に叙任される。
文久3年（1863年）の14代将軍・徳川家茂の上洛の際には、京都警護を勤めるために随行する。

### 京都所司代
元治元年（1864年）4月、京都所司代に任命される。京都所司代は通常雁間詰か帝鑑間詰の譜代大名が就任する職であるが、定敬はより上位の溜間詰であった。また、京都所司代の就任者は、その前に大阪城代や寺社奉行・奏者番を経験するのが通例であるが、定敬はいずれも未就任であり、極めて異例な人事であった。
この人事と同時に、長州征伐のため軍事総裁に転じていた実兄・松平容保（会津藩主）の京都守護職への復帰も発令され、兄弟2人で京都守護を担う体制が形成されたことになる。
直前の3月には徳川慶喜が朝廷から新設の禁裏御守衛総督・摂海防禦指揮に任命されており、雄藩勢力との対抗を通じて連携を深めた定敬・容保・慶喜の三者は、幕府から半ば独立して朝廷を援護する勢力を形成し、大政奉還に至るまでの中央政局を主導する（一会桑政権）。同年の禁門の変では会津藩と共に長州藩兵を撃退し、水戸天狗党の乱でも出兵している。髪を総髪にし、洋装で馬に乗り都大路を闊歩した。
慶応3年（1867年）4月には、営中に限り老中同様の業務を執り行うよう命ぜられ、事実上の在京閣老としての役割も担うこととなった。

### 戊辰戦争
慶応3年12月の王政復古政変では、畿内における徳川方の最大の軍事勢力である会津藩・桑名藩の撤兵問題が主要な課題となった。小御所会議は容保・定敬の京都守護職・京都所司代解職の是非を巡って政変参加者間で紛糾するが、新政府の決定を待たずに徳川慶喜が両職を罷免することで決着した。
慶応4年（1868年）に戊辰戦争が始まると、鳥羽・伏見の戦いに敗れた定敬は慶喜に従い江戸に逃亡し、霊巌寺にて謹慎した。桑名藩は会津と並んで新政府から敵視され（朝敵5等級の認定のうち、第1等が徳川慶喜、第2等が松平容保と定敬）、国元では新政府軍が押し寄せてくる懸念から、先代当主の遺児・万之助（定教）を担いで恭順することを家老たちが決めていた。そのため、徹底抗戦派と見られていた定敬の帰国は困難な状況となった。
定敬は大久保一翁から桑名藩の飛び地領である越後国柏崎へ赴くことを勧められ、横浜からプロイセン船「コスタリカ号」で柏崎へ渡る。鯨波戦争では後方連絡の都合から指揮を家臣に任せて柏崎から会津へ移動した。その後は会津若松城で兄の容保と再会し、仙台から榎本武揚の艦隊で箱館へ渡った。このころ、一色三千太郎（いしき みちたろう）と名乗っていた。
箱館戦争終結前の明治2年（1869年）4月、従者と共にアメリカ船に乗り横浜を経て上海へ渡るも、資金不足のため外国逃亡を断念。同年5月18日には横浜へ戻り降伏する。

### 明治以降
明治5年（1872年）1月6日に赦免される。同年2月に許嫁の初子と結婚した。同年3月、明治政府に対し、平民になることを願い出たものの、認められなかった。同年11月、明治政府から欧米視察の許可を得るが、明治6年4月、病気のために海外視察の中止を申請する。
明治6年（1873年）にアメリカ人宣教師サミュエル・ロビンス・ブラウンが横浜市中共立修文館を設立すると、定敬は養子の定教と家臣の駒井重格ら数名を連れて入学し、ブラウンに英語を学ぶ。ブラウンは共同経営者の川村敬三とのトラブルにより辞任することになるが、定敬、駒井と元会津藩士井深梶之助らの尽力により私塾であるブラウン塾を開校する。開校時の塾生は定敬の家臣と井深ら10人前後だけだったが、その後、押川方義、植村正久らが加わり20人以上になった。その中で、定敬と定教は明治7年（1874年）11月に、駒井重格は12月に渡米した。
明治10年（1877年）に起こった西南戦争には、旧桑名藩士を率いて遠征した。明治27年（1894年）には日光東照宮宮司に就任し、明治29年（1896年）まで務めた。
明治41年（1908年）7月21日、61歳で死去。

## 経歴
※日付＝明治5年（1872年）までは旧暦
- 安政6年（1859年）
  - 10月1日、養子となる。
  - 11月16日、家督相続により桑名藩主となる。
  - 12月16日、従五位下・越中守に叙任。
- 万延元年（1860年）
  - 11月8日、従四位下に昇叙。溜間詰となる。
  - 12月9日、侍従に遷任。越中守如元。
- 元治元年（1864年）
  - 4月11日、京都所司代に補任。
  - 4月18日、従四位上に昇叙し、左近衛権少将に遷任。越中守如元。これにより、「桑名少将」の称が生じる。
- 慶応元年（1865年）12月18日、左近衛権中将に転任。越中守如元。※京都所司代の歴代就任者のうち、中将任官者は定敬のみ。この任により桑名中将の称が生じる。
- 慶応3年（1867年）
  - 12月9日、京都所司代を免ず。
  - 12月12日、前将軍徳川慶喜、前京都守護職松平容保などとともに、大坂へ向かう。
- 明治元年（1868年）
  - 1月3日、鳥羽・伏見の戦いはじまる。
  - 1月6日、徳川慶喜、松平容保、前老中板倉勝静などとともに大坂を脱出し、江戸帰府。
  - 1月10日、官位剥奪。
  - 1月28日、桑名城開城。
  - 2月10日、江戸城登城禁止となる。
  - 2月11日、江戸深川の霊巌寺にて謹慎。
  - 3月23日、越後新潟に到着。
  - 3月29日、越後柏崎に移動。
  - 7月16日、陸奥会津若松に移動。
  - 8月25日、出羽米沢に移動。
  - 9月12日、陸奥仙台に移動。
  - 10月21日、蝦夷に移動。
- 明治2年（1869年）
  - 4月26日、横浜に移動。
  - 5月20日、降伏。
  - 8月1日、桑名藩は定教（幼名：万之助）をもって藩主となし存続。
  - 8月15日、江戸における伊勢の津藩（藤堂家）の藩邸にて永禁錮処分。
- 明治4年（1871年）3月15日、身柄を伊勢桑名藩に移動。
- 明治5年（1872年）1月6日、謹慎を免ず。
- 明治9年（1876年）11月11日、従五位に叙位。
- 明治10年（1877年）12月3日、正五位に昇叙。
- 明治20年（1887年）12月26日、正四位に昇叙。
- 明治27年（1894年）
  - 1月24日、兄松平容保のあとを継承し、日光東照宮宮司就任。
  - 5月1日段階、従三位。
- 明治29年（1896年）12月26日、日光東照宮宮司を辞す。
- 明治34年（1901年）2月3日段階、正三位。
- 明治41年（1908年）
  - 7月20日、従二位に昇叙。
  - 7月21日、死去[8]。

※（参考資料）大日本近世史料「柳営補任」、児玉幸多監修「内閣文庫蔵・諸侯年表」東京堂出版、「京都所司代松平定敬〜幕末の桑名藩（没後百年記念特別企画展）」桑名市博物館 2008年発行、「松平定敬のすべて」新人物往来社1998年発行など。

## 系譜
- 父：松平義建（高須藩主）
- 母：側室（奥山氏（『御家続帳』）、今西亀（『海津町史』）等の説あり）
- 養父：松平定猷（桑名藩主）
- 兄弟
  - 徳川慶勝（尾張藩主）
  - 徳川茂徳（尾張藩主、のちに一橋家相続、茂栄と改名）
  - 松平容保（会津藩主）
以上3人と合わせて、高須四兄弟という。
  - 松平武成（浜田藩主）
  - 松平義勇（高須藩主）
- 妻子
  - 正室：徳川慶篤の娘[注釈 2]
  - 正室：初子 - 安政4年（1857）2月10日-明治34年（1901）2月3日、松平定猷娘
    - 松平正雄 - 夭折
    - 松平敏 - 夭折

  - 側室：別所儀兵衛の娘
    - 松平定晴

  - 生母不明の子女
    - 女子：文子 - 酒井忠一正室
- 養子
  - 男子：松平定教

## 登場作品
テレビドラマ
- 竜馬がゆく（1968年）　－　演：片岡秀昇
- 白虎隊（1986年）　－　演：3代目中村橋之助
- 五稜郭（1988年）　－　演：入江武敏
- 勝海舟（1990年）　－　演：岩井堅義
- 翔ぶが如く（1990年）　－　演：真崎理
- 尾張幕末風雲録（1998年）　－　演：渋谷義博
- 徳川慶喜（1998年）　－　演：渡辺穣
- 新選組!（2004年）　－　演：高橋一生
- 八重の桜（2013年）　－　演：中村隼人
- 西郷どん（2018年）　－　演：庄野崎謙
- 青天を衝け（2021年） ー　演：小日向春平